# Teloschistes chrysophthalmus
Teloschistes chrysophthalmus ist eine Flechtenart. Die mitteleuropäischen Vorkommen der wegen ihres Aussehens gelegentlich auch als Goldflechte oder Goldaugenflechte bezeichneten Art sind Ende des 19. Jahrhunderts ausgestorben.

## Beschreibung
Die kaum zu verwechselnde Art bildet ein graugelbes oder hell- bis goldorange gefärbtes, strauchförmiges Lager mit randständigen Fibrillen. Haftfasern fehlen jedoch. Die Länge der leicht abgeflachten Abschnitte beträgt etwa 1,5 cm. Die häufig ausgebildeten Fruchtkörper (Apothecien) besitzen eine orangefarbene Scheibe mit charakteristischen Wimpern am Rand und einem Durchmesser von 2 bis 7 mm.
Der Photobiont ist ein Vertreter der Grünalgen-Gattung Trebouxia.

## Verbreitung
Teloschistes chrysophthalmus wächst auf Ästen von Sträuchern und Laubbäumen, etwa Schlehen, Pappeln oder Eichen, an lichtreichen Standorten. Ihr Verbreitungsgebiet umfasst das sommerwarme Westeuropa und das Mittelmeergebiet. Die gegen Düngung und Pestizide empfindliche Art kam früher auch auf den Britischen Inseln und in Südwestdeutschland (v. a. in Obstgärten der Oberrheinregion) vor, ist in Mitteleuropa jedoch bereits Ende des 19. Jahrhunderts ausgestorben. Der letzte Nachweis auf der britischen Hauptinsel stammt von 1998 (Cornwall). 2007 wurde über einen Wiederfund auf Guernsey nach rund 140 Jahren berichtet.